# エマヌエル・シェーファー

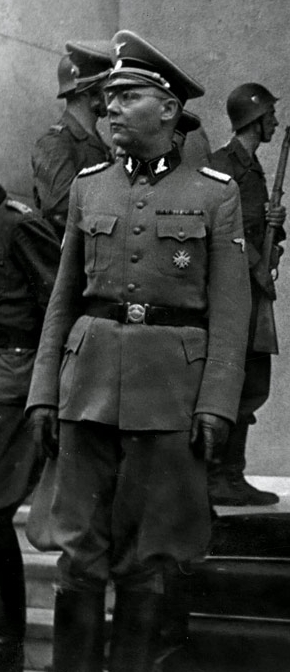
エマヌエル・シェーフアー。

エマヌエル・シェーファー（Emanuel Schäfer、1900年4月20日 – 1974年12月4日）は、ナチス・ドイツの親衛隊（SS）隊員であり、最終階級は親衛隊上級大佐（SS-Oberführer）であった。

## 生涯
エマヌエル・シェーファーは1900年4月20日、ドイツ帝国のカトヴィッツ（現在のポーランド、カトヴィツェ）に生まれた。第一次世界大戦終結後の混乱期を経て、彼は1920年代後半にナチ党に入党（党員番号：95,657）、1930年には親衛隊（SS隊員番号：2,836）に加わった。
国家社会主義ドイツ労働者党の権力掌握後、シェーファーは警察組織内で頭角を現した。彼は特に、占領下のセルビアにおける保安警察及びSD（親衛隊情報部）の司令官として知られている。1941年、彼はユーゴスラビア侵攻後に設立されたセルビア軍事管理局（Militärverwaltung Serbien）において、保安警察及びSDの司令官として赴任した。この職務において、彼はセルビアにおけるレジスタンス活動の鎮圧、ユダヤ人に対する迫害、そしてロマ民族の迫害に関与した。彼の指揮下で、多くのユダヤ人やパルチザンが殺害され、強制収容所に送られたとされている。
戦後、シェーファーは連合国によって逮捕され、戦争犯罪の容疑で裁かれた。しかし、詳細は不明であるが、彼は比較的短い期間の投獄の後、釈放された。釈放後の彼の人生については公にほとんど知られていないが、1974年12月4日に死去した。

## 親衛隊におけるキャリア
シェーファーは親衛隊内で着実に昇進を重ね、最終的に親衛隊上級大佐の階級に達した。彼の昇進は、彼の警察組織における効率性、特に占領地での治安維持活動において評価されたことによるものであったと考えられている。彼の昇進履歴は以下の通りである。
- 親衛隊少尉 (SS-Untersturmführer)
- 親衛隊中尉 (SS-Obersturmführer)
- 親衛隊大尉 (SS-Hauptsturmführer)
- 親衛隊少佐 (SS-Sturmbannführer)
- 親衛隊中佐 (SS-Obersturmbannführer)
- 親衛隊大佐 (SS-Standartenführer)
- 親衛隊上級大佐 (SS-Oberführer)